# Lista över matchresultat i Svenska Hockeyligan 2024/2025
Lista över matchresultat i grundserien av Svenska Hockeyligan 2024/2025.
| Nr | Lag                 | S  | V  | ÖV | ÖF | F  | GM  | IM  | MS  | P  |
| -- | ------------------- | -- | -- | -- | -- | -- | --- | --- | --- | -- |
| 1  | Brynäs IF (U)       | 52 | 26 | 8  | 3  | 15 | 168 | 123 | +45 | 97 |
| 2  | Luleå HF            | 52 | 22 | 11 | 4  | 15 | 157 | 129 | +28 | 92 |
| 3  | Frölunda HC         | 52 | 25 | 7  | 2  | 18 | 139 | 116 | +23 | 91 |
| 4  | Färjestad BK        | 52 | 23 | 6  | 7  | 16 | 180 | 153 | +27 | 88 |
| 5  | Skellefteå AIK (RM) | 52 | 25 | 3  | 3  | 21 | 142 | 138 | +4  | 84 |
| 6  | Timrå IK            | 52 | 23 | 4  | 4  | 21 | 143 | 127 | +16 | 81 |
| 7  | Rögle BK            | 52 | 21 | 5  | 8  | 18 | 126 | 129 | −3  | 81 |
| 8  | Växjö Lakers        | 52 | 17 | 9  | 7  | 19 | 127 | 132 | −5  | 76 |
| 9  | Örebro HK           | 52 | 18 | 4  | 9  | 21 | 138 | 143 | −5  | 71 |
| 10 | Malmö Redhawks      | 52 | 18 | 6  | 5  | 23 | 123 | 147 | −24 | 71 |
| 11 | Leksands IF         | 52 | 19 | 3  | 8  | 22 | 123 | 151 | −28 | 71 |
| 12 | Linköping HC        | 52 | 15 | 8  | 8  | 21 | 139 | 145 | −6  | 69 |
| 13 | Modo                | 52 | 16 | 3  | 9  | 24 | 135 | 170 | −35 | 63 |
| 14 | HV71                | 52 | 13 | 6  | 6  | 27 | 127 | 164 | −37 | 57 |

## Matcher
| Lördag 21 september 2024 - Linköping HC - Brynäs IF 3 - 2 (1-1, 2-0, 0-1) 8150 Saab Arena - Frölunda HC - Leksands IF 5 - 1 (1-0, 3-1, 1-0) 12044 Scandinavium - Växjö Lakers HC - HV 71 4 - 3 (1-0, 2-1, 1-2) 5750 Vida Arena - IF Malmö Redhawks - Skellefteå AIK 4 - 1 (0-1, 1-0, 3-0) 6871 Malmö Arena - Luleå HF - Timrå IK 2 - 0 (1-0, 1-0, 0-0) 6150 Coop Norrbotten Arena - Färjestad BK - Rögle BK 4 - 3 (0-0, 1-2, 2-1, 0-0, 1-0) 8250 Löfbergs Arena - Örebro HK - MoDo Hockey 5 - 0 (3-0, 1-0, 1-0) 5500 Behrn Arena Tisdag 24 september 2024 - Luleå HF - Leksands IF 5 - 1 (1-0, 3-1, 1-0) 6150 Coop Norrbotten Arena - Timrå IK - Örebro HK 4 - 3 (0-1, 2-0, 1-2, 1-0) 5653 SCA Arena - HV 71 - Skellefteå AIK 1 - 3 (0-0, 0-2, 1-1) 6719 Husqvarna Garden - Växjö Lakers HC - Färjestad BK 2 - 5 (0-1, 1-3, 1-1) 5434 Vida Arena - Rögle BK - Frölunda HC 4 - 3 (1-1, 2-1, 1-1) 6310 Catena Arena Torsdag 26 september 2024 - Skellefteå AIK - Växjö Lakers HC 4 - 0 (2-0, 0-0, 2-0) 4920 Skellefteå Kraft Arena - MoDo Hockey - IF Malmö Redhawks 5 - 1 (3-0, 2-0, 0-1) 5356 Hägglunds Arena - Leksands IF - Rögle BK 4 - 1 (3-0, 0-0, 1-1) 6104 Tegera Arena - Färjestad BK - Timrå IK 4 - 1 (3-1, 1-0, 0-0) 6485 Löfbergs Arena - Örebro HK - Brynäs IF 0 - 3 (0-0, 0-1, 0-2) 5214 Behrn Arena - Linköping HC - Luleå HF 2 - 4 (0-1, 1-2, 1-1) 6237 Saab Arena - Frölunda HC - HV 71 3 - 1 (1-1, 0-0, 2-0) 9090 Scandinavium Lördag 28 september 2024 - Timrå IK - Rögle BK 4 - 0 (1-0, 2-0, 1-0) 4557 SCA Arena - Örebro HK - Skellefteå AIK 2 - 4 (0-1, 0-0, 2-3) 5229 Behrn Arena - Brynäs IF - Frölunda HC 5 - 3 (0-1, 2-1, 3-1) 7909 Monitor ERP Arena - Luleå HF - Färjestad BK 4 - 6 (1-1, 1-2, 2-3) 6150 Coop Norrbotten Arena - MoDo Hockey - Leksands IF 5 - 4 (3-0, 1-2, 0-2, 1-0) 6194 Hägglunds Arena - Linköping HC - HV 71 2 - 1 (2-0, 0-1, 0-0) 8150 Saab Arena - IF Malmö Redhawks - Växjö Lakers HC 0 - 3 (0-0, 0-1, 0-2) 6034 Malmö Arena Tisdag 1 oktober 2024 - Luleå HF - Skellefteå AIK 2 - 5 (2-1, 0-2, 0-2) 6150 Coop Norrbotten Arena - Leksands IF - Timrå IK 1 - 2 (1-1, 0-1, 0-0) 4686 Tegera Arena - Färjestad BK - Brynäs IF 2 - 1 (0-0, 1-1, 0-0, 0-0, 1-0) 6820 Löfbergs Arena - Frölunda HC - Örebro HK 1 - 4 (0-1, 1-3, 0-0) 10358 Scandinavium - HV 71 - MoDo Hockey 2 - 0 (1-0, 1-0, 0-0) 6439 Husqvarna Garden - Växjö Lakers HC - Linköping HC 3 - 2 (1-1, 1-1, 0-0, 1-0) 4723 Vida Arena - Rögle BK - IF Malmö Redhawks 3 - 4 (0-1, 2-1, 1-1, 0-0, 0-1) 6310 Catena Arena Torsdag 3 oktober 2024 - Skellefteå AIK - Leksands IF 6 - 3 (3-1, 1-1, 2-1) 4727 Skellefteå Kraft Arena - MoDo Hockey - Frölunda HC 1 - 2 (0-1, 0-0, 1-1) 4299 Hägglunds Arena - Timrå IK - Växjö Lakers HC 4 - 0 (2-0, 1-0, 1-0) 4790 SCA Arena - Örebro HK - HV 71 5 - 3 (0-0, 2-3, 3-0) 5107 Behrn Arena - Linköping HC - Färjestad BK 2 - 6 (0-2, 1-1, 1-3) 6325 Saab Arena - Brynäs IF - Rögle BK 2 - 1 (1-0, 0-1, 1-0) 6548 Monitor ERP Arena - IF Malmö Redhawks - Luleå HF 3 - 2 (0-1, 1-0, 1-1, 1-0) 5026 Malmö Arena Lördag 5 oktober 2024 - Skellefteå AIK - Linköping HC 1 - 4 (1-1, 0-1, 0-2) 5576 Skellefteå Kraft Arena - HV 71 - Färjestad BK 6 - 3 (3-0, 1-1, 2-2) 6800 Husqvarna Garden - Växjö Lakers HC - Brynäs IF 3 - 0 (0-0, 2-0, 1-0) 5323 Vida Arena - Timrå IK - MoDo Hockey 6 - 0 (1-0, 2-0, 3-0) 5800 SCA Arena - Leksands IF - Örebro HK 1 - 2 (0-0, 0-0, 1-1, 0-1) 6108 Tegera Arena - Frölunda HC - IF Malmö Redhawks 2 - 1 (1-0, 0-1, 0-0, 1-0) 9748 Scandinavium - Rögle BK - Luleå HF 1 - 3 (0-1, 1-1, 0-1) 6173 Catena Arena Måndag 7 oktober 2024 - IF Malmö Redhawks - Linköping HC 3 - 2 (0-0, 2-1, 1-1) 5047 Malmö Arena Lördag 12 oktober 2024 - Frölunda HC - Linköping HC 2 - 1 (0-1, 1-0, 0-0, 1-0) 10630 Scandinavium - HV 71 - Rögle BK 3 - 4 (0-1, 1-1, 2-1, 0-1) 6800 Husqvarna Garden - Brynäs IF - IF Malmö Redhawks 2 - 1 (0-0, 1-1, 0-0, 1-0) 7628 Monitor ERP Arena - Växjö Lakers HC - Leksands IF 2 - 4 (2-1, 0-1, 0-2) 5026 Vida Arena - MoDo Hockey - Luleå HF 0 - 5 (0-1, 0-1, 0-3) 6079 Hägglunds Arena - Timrå IK - Skellefteå AIK 4 - 2 (1-0, 1-1, 2-1) 5132 SCA Arena - Örebro HK - Färjestad BK 3 - 2 (0-0, 0-1, 3-1) 5500 Behrn Arena Måndag 14 oktober 2024 - Brynäs IF - MoDo Hockey 5 - 2 (1-0, 2-2, 2-0) 7621 Monitor ERP Arena Torsdag 17 oktober 2024 - Luleå HF - Växjö Lakers HC 3 - 2 (0-1, 2-1, 0-0, 1-0) 6007 Coop Norrbotten Arena - Skellefteå AIK - Brynäs IF 3 - 4 (0-1, 2-0, 1-2, 0-1) 4734 Skellefteå Kraft Arena - Leksands IF - HV 71 2 - 5 (0-0, 1-2, 1-3) 5620 Tegera Arena - Färjestad BK - IF Malmö Redhawks 8 - 3 (1-1, 4-1, 3-1) 5985 Löfbergs Arena - Linköping HC - MoDo Hockey 6 - 5 (1-2, 3-3, 1-0, 1-0) 7168 Saab Arena - Frölunda HC - Timrå IK 2 - 1 (0-0, 1-1, 1-0) 8025 Scandinavium - Rögle BK - Örebro HK 2 - 1 (0-1, 0-0, 1-0, 0-0, 1-0) 5769 Catena Arena Tisdag 22 oktober 2024 - Linköping HC - Skellefteå AIK 3 - 4 (0-0, 1-2, 2-1, 0-0, 0-1) 6003 Saab Arena Lördag 26 oktober 2024 - Skellefteå AIK - Frölunda HC 0 - 4 (0-0, 0-2, 0-2) 5801 Skellefteå Kraft Arena - Leksands IF - IF Malmö Redhawks 2 - 0 (1-0, 1-0, 0-0) 7650 Tegera Arena - Färjestad BK - MoDo Hockey 2 - 1 (0-0, 2-1, 0-0) 8040 Löfbergs Arena - Linköping HC - Örebro HK 0 - 2 (0-1, 0-0, 0-1) 7060 Saab Arena - HV 71 - Luleå HF 2 - 3 (0-1, 1-0, 1-1, 0-0, 0-1) 6800 Husqvarna Garden - Brynäs IF - Timrå IK 3 - 1 (1-1, 0-0, 2-0) 7909 Monitor ERP Arena - Rögle BK - Växjö Lakers HC 5 - 2 (3-2, 1-0, 1-0) 6287 Catena Arena Tisdag 29 oktober 2024 - MoDo Hockey - Linköping HC 3 - 4 (2-0, 1-3, 0-0, 0-1) 5577 Hägglunds Arena - Timrå IK - Färjestad BK 2 - 5 (1-1, 1-2, 0-2) 5462 SCA Arena - Örebro HK - Leksands IF 3 - 0 (0-0, 2-0, 1-0) 5500 Behrn Arena - Frölunda HC - Skellefteå AIK 4 - 2 (2-2, 0-0, 2-0) 9958 Scandinavium - Växjö Lakers HC - Rögle BK 3 - 1 (0-0, 0-0, 3-1) 5636 Vida Arena - IF Malmö Redhawks - Brynäs IF 3 - 4 (1-1, 0-2, 2-1) 6490 Malmö Arena Torsdag 31 oktober 2024 - Skellefteå AIK - Örebro HK 1 - 3 (0-0, 1-2, 0-1) 4998 Skellefteå Kraft Arena - Färjestad BK - Luleå HF 3 - 4 (1-1, 2-0, 0-2, 0-1) 7327 Löfbergs Arena - Linköping HC - IF Malmö Redhawks 3 - 0 (0-0, 0-0, 3-0) 5885 Saab Arena - Frölunda HC - Timrå IK 2 - 1 (1-0, 1-1, 0-0) 11833 Scandinavium - HV 71 - Leksands IF 5 - 4 (1-1, 1-3, 2-0, 0-0, 1-0) 6800 Husqvarna Garden - Brynäs IF - Växjö Lakers HC 4 - 3 (0-0, 2-1, 1-2, 1-0) 7357 Monitor ERP Arena - Rögle BK - MoDo Hockey 4 - 3 (0-2, 2-1, 1-0, 1-0) 6253 Catena Arena Lördag 2 november 2024 - Luleå HF - Linköping HC 5 - 2 (1-1, 2-0, 2-1) 6150 Coop Norrbotten Arena 15:15 Frölunda HC - Brynäs IF 5 - 2 (1-1, 0-0, 4-1) 12044 Scandinavium 15:15 Rögle BK - Färjestad BK 5 - 2 (3-1, 1-1, 1-0) 6310 Catena Arena 15:15 IF Malmö Redhawks - MoDo Hockey 3 - 0 (2-0, 1-0, 0-0) 6650 Malmö Arena 18:00 Leksands IF - Skellefteå AIK 4 - 3 (1-1, 1-2, 1-0, 0-0, 1-0) 7165 Tegera Arena 18:00 Örebro HK - Timrå IK 2 - 3 (0-2, 0-1, 2-0) 5500 Behrn Arena 18:00 HV 71 - Växjö Lakers HC 3 - 5 (1-1, 1-2, 1-2) 6800 Husqvarna Garden Torsdag 14 november 2024 - Skellefteå AIK - IF Malmö Redhawks 3 - 7 (3-3, 0-3, 0-1) 5062 Skellefteå Kraft Arena - MoDo Hockey - Färjestad BK 4 - 5 (2-0, 2-2, 0-2, 0-1) 4691 Hägglunds Arena - Timrå IK - HV 71 3 - 2 (0-0, 1-0, 1-2, 1-0) 5340 SCA Arena - Leksands IF - Frölunda HC 1 - 0 (0-0, 1-0, 0-0) 6032 Tegera Arena - Örebro HK - Rögle BK 4 - 5 (0-0, 4-3, 0-1, 0-1) 5167 Behrn Arena - Brynäs IF - Linköping HC 5 - 2 (1-1, 2-0, 2-1) 6648 Monitor ERP Arena - Växjö Lakers HC - Luleå HF 5 - 2 (2-1, 1-1, 2-0) 4877 Vida Arena Lördag 16 november 2024 - Linköping HC - Växjö Lakers HC 4 - 1 (1-0, 2-1, 1-0) 7107 Saab Arena - Frölunda HC - MoDo Hockey 0 - 3 (0-0, 0-0, 0-3) 12044 Scandinavium - Brynäs IF - Luleå HF 3 - 4 (1-1, 1-2, 1-1) 7909 Monitor ERP Arena - IF Malmö Redhawks - Rögle BK 4 - 3 (1-2, 1-0, 1-1, 0-0, 1-0) 12600 Malmö Arena - Skellefteå AIK - HV 71 4 - 3 (3-1, 1-1, 0-1) 5266 Skellefteå Kraft Arena - Timrå IK - Leksands IF 3 - 2 (1-1, 0-0, 1-1, 0-0, 1-0) 5800 SCA Arena - Färjestad BK - Örebro HK 2 - 3 (1-0, 0-2, 1-1) 8250 Löfbergs Arena Måndag 18 november 2024 - Luleå HF - HV 71 6 - 2 (3-0, 1-2, 2-0) 6020 Coop Norrbotten Arena Torsdag 21 november 2024 - Luleå HF - IF Malmö Redhawks 5 - 2 (1-0, 3-1, 1-1) 6022 Coop Norrbotten Arena - MoDo Hockey - Örebro HK 2 - 7 (0-1, 1-2, 1-4) 4074 Hägglunds Arena - Linköping HC - Leksands IF 4 - 2 (1-0, 1-0, 2-2) 7686 Saab Arena - Frölunda HC - Färjestad BK 2 - 5 (2-1, 0-3, 0-1) 12044 Scandinavium - HV 71 - Brynäs IF 1 - 6 (1-3, 0-3, 0-0) 6800 Husqvarna Garden - Växjö Lakers HC - Skellefteå AIK 2 - 5 (0-0, 2-3, 0-2) 4523 Vida Arena - Rögle BK - Timrå IK 2 - 4 (1-1, 0-1, 1-2) 5824 Catena Arena Lördag 23 november 2024 - Leksands IF - Luleå HF 2 - 1 (0-0, 0-0, 2-1) 7650 Tegera Arena - Färjestad BK - HV 71 7 - 2 (4-0, 0-1, 3-1) 8178 Löfbergs Arena - Frölunda HC - Rögle BK 1 - 0 (1-0, 0-0, 0-0) 12044 Scandinavium - Brynäs IF - Skellefteå AIK 4 - 0 (0-0, 1-0, 3-0) 7909 Monitor ERP Arena - Örebro HK - Linköping HC 6 - 2 (3-0, 1-1, 2-1) 5500 Behrn Arena - Växjö Lakers HC - MoDo Hockey 1 - 2 (1-0, 0-2, 0-0) 4846 Vida Arena - IF Malmö Redhawks - Timrå IK 0 - 3 (0-0, 0-1, 0-2) 6989 Malmö Arena Tisdag 26 november 2024 - Skellefteå AIK - Luleå HF 1 - 3 (0-1, 1-1, 0-1) 5801 Skellefteå Kraft Arena - Timrå IK - Linköping HC 1 - 6 (1-3, 0-3, 0-0) 4426 SCA Arena - Leksands IF - MoDo Hockey 2 - 3 (0-1, 0-0, 2-1, 0-1) 5761 Tegera Arena - Färjestad BK - Växjö Lakers HC 4 - 0 (0-0, 2-0, 2-0) 7011 Löfbergs Arena - HV 71 - Örebro HK 3 - 2 (0-0, 0-2, 2-0, 1-0) 6115 Husqvarna Garden - Rögle BK - Brynäs IF 2 - 5 (1-0, 1-0, 0-5) 6310 Catena Arena - IF Malmö Redhawks - Frölunda HC 3 - 1 (1-1, 1-0, 1-0) 5626 Malmö Arena Torsdag 28 november 2024 - Luleå HF - Rögle BK 4 - 5 (1-1, 1-3, 2-1) 6150 Coop Norrbotten Arena - MoDo Hockey - HV 71 2 - 4 (0-1, 2-1, 0-2) 4729 Hägglunds Arena - Leksands IF - Brynäs IF 1 - 4 (0-0, 1-2, 0-2) 7650 Tegera Arena - Örebro HK - Frölunda HC 2 - 3 (0-0, 2-0, 0-2, 0-1) 5426 Behrn Arena - Växjö Lakers HC - Timrå IK 0 - 2 (0-1, 0-1, 0-0) 4259 Vida Arena - IF Malmö Redhawks - Färjestad BK 2 - 4 (1-2, 1-2, 0-0) 5792 Malmö Arena Lördag 30 november 2024 - Skellefteå AIK - Rögle BK 0 - 2 (0-0, 0-1, 0-1) 5362 Skellefteå Kraft Arena - MoDo Hockey - Timrå IK 4 - 2 (1-1, 2-1, 1-0) 7115 Hägglunds Arena - Brynäs IF - Örebro HK 5 - 2 (0-1, 1-0, 4-1) 7909 Monitor ERP Arena - Luleå HF - Frölunda HC 1 - 3 (0-0, 1-0, 0-3) 6150 Coop Norrbotten Arena - Leksands IF - Färjestad BK 3 - 4 (2-0, 1-1, 0-2, 0-0, 0-1) 7650 Tegera Arena - HV 71 - Linköping HC 2 - 1 (0-0, 1-1, 0-0, 1-0) 6800 Husqvarna Garden - Växjö Lakers HC - IF Malmö Redhawks 3 - 1 (0-0, 3-0, 0-1) 5077 Vida Arena Torsdag 5 december 2024 - Skellefteå AIK - MoDo Hockey 5 - 4 (1-0, 2-1, 2-3) 5258 Skellefteå Kraft Arena - Timrå IK - Brynäs IF 5 - 4 (2-2, 2-0, 0-2, 1-0) 5007 SCA Arena - Färjestad BK - Linköping HC 2 - 1 (1-0, 1-0, 0-1) 6878 Löfbergs Arena - Örebro HK - Luleå HF 2 - 3 (1-2, 0-0, 1-0, 0-0, 0-1) 5282 Behrn Arena - Frölunda HC - Växjö Lakers HC 1 - 2 (0-1, 1-0, 0-1) 12044 Scandinavium - HV 71 - IF Malmö Redhawks 2 - 1 (1-0, 0-0, 0-1, 0-0, 1-0) 6704 Husqvarna Garden - Rögle BK - Leksands IF 4 - 2 (0-0, 3-1, 1-1) 6157 Catena Arena | Lördag 7 december 2024 - MoDo Hockey - Brynäs IF 2 - 1 (0-0, 2-0, 0-1) 6518 Hägglunds Arena - Timrå IK - Luleå HF 4 - 1 (1-0, 1-0, 2-1) 5323 SCA Arena - Färjestad BK - Skellefteå AIK 3 - 6 (1-3, 1-0, 1-3) 8020 Löfbergs Arena - Örebro HK - IF Malmö Redhawks 2 - 3 (0-1, 1-1, 1-1) 5207 Behrn Arena - Leksands IF - Växjö Lakers HC 3 - 2 (1-1, 1-0, 0-1, 0-0, 1-0) 5038 Tegera Arena - Linköping HC - Frölunda HC 2 - 3 (1-0, 1-2, 0-1) 8023 Saab Arena - Rögle BK - HV 71 0 - 2 (0-0, 0-1, 0-1) 6310 Catena Arena Torsdag 19 december 2024 - Luleå HF - MoDo Hockey 3 - 0 (0-0, 1-0, 2-0) 6150 Coop Norrbotten Arena - Skellefteå AIK - Timrå IK 3 - 0 (1-0, 1-0, 1-0) 4786 Skellefteå Kraft Arena - Linköping HC - Rögle BK 2 - 4 (1-1, 1-2, 0-1) 6078 Saab Arena - Frölunda HC - HV 71 2 - 4 (0-2, 1-2, 1-0) 12044 Scandinavium - Brynäs IF - Färjestad BK 2 - 1 (0-1, 1-0, 0-0, 0-0, 1-0) 7909 Monitor ERP Arena - Växjö Lakers HC - Örebro HK 4 - 3 (1-1, 1-1, 1-1, 0-0, 1-0) 4387 Vida Arena - IF Malmö Redhawks - Leksands IF 2 - 1 (1-0, 0-1, 1-0) 6502 Malmö Arena Torsdag 26 december 2024 - Leksands IF - Timrå IK 2 - 4 (0-1, 2-1, 0-2) 7650 Tegera Arena - Frölunda HC - Linköping HC 5 - 2 (1-1, 2-0, 2-1) 12044 Scandinavium - HV 71 - Luleå HF 3 - 4 (0-1, 1-0, 2-2, 0-1) 6800 Husqvarna Garden - IF Malmö Redhawks - Växjö Lakers HC 2 - 1 (0-0, 0-1, 2-0) 9048 Malmö Arena - Färjestad BK - Rögle BK 6 - 2 (1-0, 3-2, 2-0) 8250 Löfbergs Arena - Örebro HK - Skellefteå AIK 2 - 4 (0-0, 1-1, 1-3) 5500 Behrn Arena - Brynäs IF - MoDo Hockey 5 - 2 (1-0, 2-0, 2-2) 7909 Monitor ERP Arena Lördag 28 december 2024 - Timrå IK - Örebro HK 1 - 3 (0-0, 0-2, 1-1) 5800 SCA Arena - Linköping HC - HV 71 4 - 6 (2-2, 1-3, 1-1) 8150 Saab Arena - Växjö Lakers HC - Brynäs IF 2 - 5 (1-1, 1-2, 0-2) 5750 Vida Arena - Luleå HF - Färjestad BK 3 - 2 (0-0, 1-0, 1-2, 0-0, 1-0) 6150 Coop Norrbotten Arena - Skellefteå AIK - Frölunda HC 5 - 1 (1-0, 4-0, 0-1) 5801 Skellefteå Kraft Arena - MoDo Hockey - IF Malmö Redhawks 4 - 2 (1-1, 3-0, 0-1) 7115 Hägglunds Arena - Leksands IF - Rögle BK 2 - 0 (1-0, 0-0, 1-0) 7650 Tegera Arena Måndag 30 december 2024 - Färjestad BK - MoDo Hockey 5 - 4 (2-0, 0-4, 2-0, 1-0) 8086 Löfbergs Arena - Örebro HK - Växjö Lakers HC 3 - 2 (0-0, 1-1, 1-1, 1-0) 5383 Behrn Arena - Frölunda HC - Luleå HF 4 - 2 (1-1, 0-0, 3-1) 12044 Scandinavium - HV 71 - Skellefteå AIK 3 - 1 (2-0, 0-0, 1-1) 6800 Husqvarna Garden - Brynäs IF - Timrå IK 3 - 6 (0-2, 2-3, 1-1) 7909 Monitor ERP Arena - Rögle BK - Leksands IF 1 - 2 (0-1, 0-0, 1-1) 6310 Catena Arena - IF Malmö Redhawks - Linköping HC 2 - 3 (0-0, 0-1, 2-1, 0-1) 6286 Malmö Arena Lördag 4 januari 2025 - Luleå HF - Örebro HK Coop Norrbotten Arena - Skellefteå AIK - Färjestad BK Skellefteå Kraft Arena - Växjö Lakers HC - Linköping HC Vida Arena - Timrå IK - MoDo Hockey SCA Arena - Frölunda HC - Leksands IF Scandinavium - Brynäs IF - Rögle BK Monitor ERP Arena - IF Malmö Redhawks - HV 71 Malmö Arena Tisdag 7 januari 2025 - Luleå HF - Leksands IF 5 - 4 (3-1, 1-3, 0-0, 0-0, 1-0) 6150 Coop Norrbotten Arena - MoDo Hockey - Skellefteå AIK 3 - 4 (1-1, 1-2, 1-0, 0-1) 4421 Hägglunds Arena - Timrå IK - Växjö Lakers HC 2 - 3 (0-1, 0-1, 2-0, 0-0, 0-1) 4293 SCA Arena - Färjestad BK - IF Malmö Redhawks 5 - 4 (1-1, 3-0, 1-3) 6312 Löfbergs Arena - Linköping HC - Brynäs IF 4 - 5 (0-1, 2-1, 2-2, 0-1) 7002 Saab Arena - HV 71 - Frölunda HC 2 - 3 (0-1, 0-1, 2-0, 0-1) 6727 Husqvarna Garden - Rögle BK - Örebro HK 3 - 1 (1-1, 1-0, 1-0) 5762 Catena Arena Torsdag 9 januari 2025 - Skellefteå AIK - Linköping HC Skellefteå Kraft Arena - MoDo Hockey - Rögle BK Hägglunds Arena - Leksands IF - Brynäs IF Tegera Arena - Örebro HK - Färjestad BK Behrn Arena - HV 71 - Timrå IK Husqvarna Garden - Växjö Lakers HC - Frölunda HC Vida Arena - IF Malmö Redhawks - Luleå HF Malmö Arena Lördag 11 januari 2025 - Frölunda HC - Örebro HK Scandinavium - Brynäs IF - IF Malmö Redhawks Monitor ERP Arena - Rögle BK - Luleå HF Catena Arena - Timrå IK - Skellefteå AIK SCA Arena - Färjestad BK - Leksands IF Löfbergs Arena - Linköping HC - MoDo Hockey Saab Arena - Växjö Lakers HC - HV 71 Vida Arena Torsdag 16 januari 2025 - Luleå HF - Brynäs IF 1 - 3 (0-1, 0-1, 1-1) 6150 Coop Norrbotten Arena - Skellefteå AIK - Växjö Lakers HC 3 - 2 (1-0, 0-1, 2-1) 4512 Skellefteå Kraft Arena - MoDo Hockey - Linköping HC 7 - 5 (2-2, 2-0, 3-3) 4268 Hägglunds Arena - Timrå IK - IF Malmö Redhawks 3 - 0 (0-0, 1-0, 2-0) 5407 SCA Arena - Leksands IF - Örebro HK 5 - 4 (1-0, 2-1, 2-3) 5264 Tegera Arena - HV 71 - Färjestad BK 3 - 2 (0-2, 0-0, 3-0) 6800 Husqvarna Garden - Rögle BK - Frölunda HC 2 - 1 (1-0, 1-1, 0-0) 6259 Catena Arena Lördag 18 januari 2025 - Luleå HF - Växjö Lakers HC Coop Norrbotten Arena - Skellefteå AIK - Brynäs IF Skellefteå Kraft Arena - Linköping HC - Timrå IK Saab Arena - HV 71 - Rögle BK Husqvarna Garden - Leksands IF - IF Malmö Redhawks Tegera Arena - Färjestad BK - Frölunda HC Löfbergs Arena - Örebro HK - MoDo Hockey Behrn Arena Torsdag 23 januari 2025 - MoDo Hockey - Luleå HF Hägglunds Arena - Timrå IK - Frölunda HC SCA Arena - Linköping HC - Färjestad BK Saab Arena - HV 71 - Brynäs IF Husqvarna Garden - Växjö Lakers HC - Leksands IF Vida Arena - Rögle BK - Skellefteå AIK Catena Arena - IF Malmö Redhawks - Örebro HK Malmö Arena Lördag 25 januari 2025 - Leksands IF - Linköping HC Tegera Arena - Färjestad BK - Brynäs IF Löfbergs Arena - Örebro HK - HV 71 Behrn Arena - Luleå HF - Timrå IK Coop Norrbotten Arena - MoDo Hockey - Frölunda HC Hägglunds Arena - Rögle BK - Växjö Lakers HC Catena Arena - IF Malmö Redhawks - Skellefteå AIK Malmö Arena Tisdag 28 januari 2025 - Skellefteå AIK - Leksands IF Skellefteå Kraft Arena - Timrå IK - Rögle BK SCA Arena - Örebro HK - Brynäs IF Behrn Arena - Linköping HC - Luleå HF Saab Arena - Frölunda HC - IF Malmö Redhawks Scandinavium - HV 71 - MoDo Hockey Husqvarna Garden - Växjö Lakers HC - Färjestad BK Vida Arena Torsdag 30 januari 2025 - Skellefteå AIK - Luleå HF 4 - 0 (1-0, 1-0, 2-0) 5801 Skellefteå Kraft Arena - MoDo Hockey - Växjö Lakers HC 1 - 3 (0-1, 1-0, 0-2) 4451 Hägglunds Arena - Leksands IF - HV 71 3 - 2 (2-1, 0-0, 1-1) 5503 Tegera Arena - Färjestad BK - Timrå IK 3 - 0 (1-0, 1-0, 1-0) 6755 Löfbergs Arena - Linköping HC - Örebro HK 2 - 1 (1-0, 1-1, 0-0) 6175 Saab Arena - Brynäs IF - Frölunda HC 3 - 2 (1-1, 2-1, 0-0) 7820 Monitor ERP Arena - Rögle BK - IF Malmö Redhawks 0 - 4 (0-0, 0-3, 0-1) 6310 Catena Arena Lördag 1 februari 2025 - Timrå IK - Luleå HF SCA Arena - Frölunda HC - Växjö Lakers HC Scandinavium - Rögle BK - Linköping HC Catena Arena - Skellefteå AIK - IF Malmö Redhawks Skellefteå Kraft Arena - MoDo Hockey - Färjestad BK Hägglunds Arena - HV 71 - Leksands IF Husqvarna Garden - Brynäs IF - Örebro HK Monitor ERP Arena Lördag 15 februari 2025 - Skellefteå AIK - HV 71 1 - 2 (0-0, 0-0, 1-1, 0-1) 5634 Skellefteå Kraft Arena - MoDo Hockey - Leksands IF 3 - 4 (1-2, 2-0, 0-2) 7161 Hägglunds Arena - Brynäs IF - Linköping HC 2 - 4 (0-2, 0-0, 2-2) 7909 Monitor ERP Arena - IF Malmö Redhawks - Timrå IK 3 - 1 (1-0, 2-1, 0-0) 12600 Malmö Arena - Örebro HK - Frölunda HC 2 - 5 (1-1, 1-2, 0-2) 5407 Behrn Arena - Växjö Lakers HC - Luleå HF 1 - 3 (0-1, 1-1, 0-1) 5750 Vida Arena - Rögle BK - Färjestad BK 4 - 1 (2-1, 0-0, 2-0) 6310 Catena Arena Lördag 22 februari 2025 - Luleå HF - IF Malmö Redhawks 3 - 1 (0-0, 0-0, 3-1) 6150 Coop Norrbotten Arena - MoDo Hockey - Brynäs IF 1 - 4 (0-1, 1-1, 0-2) 6759 Hägglunds Arena - Linköping HC - Frölunda HC 2 - 3 (0-0, 1-2, 1-1) 8150 Saab Arena - Skellefteå AIK - Rögle BK 0 - 2 (0-0, 0-1, 0-1) 5801 Skellefteå Kraft Arena - Timrå IK - Leksands IF 4 - 1 (2-0, 1-1, 1-0) 5307 SCA Arena - Färjestad BK - Örebro HK 4 - 1 (1-1, 1-0, 2-0) 8250 Löfbergs Arena - HV 71 - Växjö Lakers HC 3 - 2 (1-1, 2-0, 0-1) 6800 Husqvarna Garden Tisdag 25 februari 2025 - Luleå HF - Skellefteå AIK 1 - 3 (0-0, 1-0, 0-3) 6150 Coop Norrbotten Arena - MoDo Hockey - Örebro HK 1 - 3 (0-1, 1-2, 0-0) 5154 Hägglunds Arena - Timrå IK - Frölunda HC 5 - 2 (3-1, 1-1, 1-0) 5008 SCA Arena - Linköping HC - Växjö Lakers HC 2 - 3 (1-1, 0-0, 1-1, 0-1) 6374 Saab Arena - Brynäs IF - Leksands IF 0 - 1 (0-1, 0-0, 0-0) 7909 Monitor ERP Arena - Rögle BK - HV 71 4 - 1 (2-0, 0-0, 2-1) 6310 Catena Arena - IF Malmö Redhawks - Färjestad BK 3 - 5 (0-3, 1-1, 2-1) 5357 Malmö Arena Torsdag 27 februari 2025 - Luleå HF - HV 71 Coop Norrbotten Arena - Leksands IF - Skellefteå AIK Tegera Arena - Färjestad BK - Linköping HC Löfbergs Arena - Örebro HK - Timrå IK Behrn Arena - Frölunda HC - Brynäs IF Scandinavium - Växjö Lakers HC - Rögle BK Vida Arena - IF Malmö Redhawks - MoDo Hockey Malmö Arena Lördag 1 mars 2025 - Timrå IK - Färjestad BK 2 - 4 (1-0, 1-2, 0-2) 5552 SCA Arena - Brynäs IF - HV 71 6 - 3 (3-1, 1-1, 2-1) 7909 Monitor ERP Arena - Rögle BK - MoDo Hockey 3 - 2 (2-1, 0-0, 0-1, 0-0, 1-0) 6310 Catena Arena - IF Malmö Redhawks - Frölunda HC 0 - 3 (0-0, 0-1, 0-2) 9124 Malmö Arena - Leksands IF - Luleå HF 1 - 3 (1-0, 0-0, 0-3) 7650 Tegera Arena - Linköping HC - Skellefteå AIK 2 - 5 (1-1, 1-3, 0-1) 8150 Saab Arena - Växjö Lakers HC - Örebro HK 2 - 1 (1-0, 0-0, 0-1, 1-0) 5078 Vida Arena Tisdag 4 mars 2025 - Skellefteå AIK - Timrå IK Skellefteå Kraft Arena - MoDo Hockey - HV 71 Hägglunds Arena - Färjestad BK - Luleå HF Löfbergs Arena - Örebro HK - Leksands IF Behrn Arena - Linköping HC - IF Malmö Redhawks Saab Arena - Frölunda HC - Rögle BK Scandinavium - Brynäs IF - Växjö Lakers HC Monitor ERP Arena Lördag 8 mars 2025 - Leksands IF - Växjö Lakers HC Tegera Arena - Linköping HC - Rögle BK Saab Arena - Brynäs IF - Skellefteå AIK Monitor ERP Arena - Luleå HF - Frölunda HC Coop Norrbotten Arena - MoDo Hockey - Timrå IK Hägglunds Arena - Färjestad BK - HV 71 Löfbergs Arena - Örebro HK - IF Malmö Redhawks Behrn Arena Tisdag 11 mars 2025 - Skellefteå AIK - MoDo Hockey 6 - 1 (3-1, 1-0, 2-0) 5801 Skellefteå Kraft Arena - Leksands IF - Frölunda HC 3 - 6 (1-2, 2-0, 0-4) 5680 Tegera Arena - Örebro HK - Luleå HF 5 - 6 (1-1, 0-2, 4-2, 0-1) 5500 Behrn Arena - HV 71 - Linköping HC 1 - 4 (1-1, 0-2, 0-1) 6800 Husqvarna Garden - Brynäs IF - Färjestad BK 1 - 4 (0-2, 1-1, 0-1) 7841 Monitor ERP Arena - Växjö Lakers HC - Timrå IK 2 - 5 (0-1, 2-1, 0-3) 4870 Vida Arena - IF Malmö Redhawks - Rögle BK 3 - 2 (0-1, 0-0, 2-1, 1-0) 12600 Malmö Arena |